# Somosierra (gmina)
Somosierra – gmina w Hiszpanii, w prowincji Madryt, we wspólnocie autonomicznej Madrytu, o powierzchni 20,42 km². W 2011 roku gmina liczyła 92 mieszkańców. Bitwa o Somosierrę toczyła się tutaj w 1808 roku podczas wojen napoleońskich.